# Heart of Midlothian Football Club 2013-2014
Questa voce raccoglie le informazioni riguardanti l'Heart of Midlothian Football Club nelle competizioni ufficiali della stagione 2014-2015.

## Stagione
- In Scottish Premiership gli Hearts si classificano al 12º posto e retrocedono in Scottish Championship dopo aver subito una penalizzazione di 15 punti per l'entrata in amministrazione controllata.[1]
- In Scottish Cup sono eliminati ai Sedicesimi di finale dal Celtic (vittorioso 0-7 in trasferta).
- In Scottish League Cup sono eliminati nella semifinale dall'Inverness (vittorioso ai rigori a Edimburgo).

## Maglie e sponsor
| Casa | Trasferta |

## Rosa
| N. |                        | Ruolo | Calciatore              |
| -- | ---------------------- | ----- | ----------------------- |
| 1  | Scozia (bandiera)      | P     | Jamie MacDonald         |
| 2  | Scozia (bandiera)      | D     | Jamie Hamill            |
| 3  | Scozia (bandiera)      | D     | Kevin McHattie          |
| 4  | Scozia (bandiera)      | D     | Danny Wilson (capitano) |
| 5  | Australia (bandiera)   | D     | Dylan McGowan           |
| 7  | Scozia (bandiera)      | C     | Ryan Stevenson          |
| 8  | Scozia (bandiera)      | C     | Scott Robinson          |
| 9  | Inghilterra (bandiera) | A     | Paul McCallum           |
| 12 | Scozia (bandiera)      | A     | Callum Paterson         |
| 13 | Scozia (bandiera)      | P     | Mark Ridgers            |
| 14 | Scozia (bandiera)      | C     | Jamie Walker            |
| 15 | Scozia (bandiera)      | C     | Jason Holt              |

| N. |                   | Ruolo | Calciatore      |
| -- | ----------------- | ----- | --------------- |
| 16 | Scozia (bandiera) | D     | Brad McKay      |
| 17 | Scozia (bandiera) | C     | David Smith     |
| 18 | Scozia (bandiera) | A     | Dale Carrick    |
| 19 | Scozia (bandiera) | C     | Billy King      |
| 20 | Scozia (bandiera) | C     | Callum Tapping  |
| 21 | Scozia (bandiera) | P     | Jack Hamilton   |
| 26 | Scozia (bandiera) | C     | Adam King       |
| 27 | Scozia (bandiera) | D     | Liam Gordon     |
| 28 | Scozia (bandiera) | C     | Sam Nicholson   |
| 29 | Scozia (bandiera) | A     | Gary Oliver     |
| 30 | Scozia (bandiera) | D     | Jordan McGhee   |
| 32 | Scozia (bandiera) | A     | Robbie Buchanan |